# Tik-Gouba
Tik-Gouba (en russe : Тик-Губа) est un village de l'okroug municipal d'Apatity de l'oblast de Mourmansk, en Russie arctique. Sa population s'élevait à 2 habitants au recensement de 2010.

## Géographie
Le village de Tik-Gouba se situe dans l'oblast de Mourmansk, un oblast de la Laponie, en Russie arctique, et il fait partie du district fédéral du Nord-Ouest. Le village fait partie de l'okroug municipal d'Apatity une subdivision de l'oblast.  
Tik-Gouba, comme tout l'oblast de Mourmansk, est située dans le fuseau horaire MSK (heure de Moscou). Le décalage horaire appliqué par rapport au temps universel coordonné est +03:00.

## Démographie
Recensements (*) et estimations de la population,:
| 1926 | 1938 | 2002 * | 2010* |
| ---- | ---- | ------ | ----- |
| 32   | 667  | 12     | 2     |

Concernant les ethnies, en 2002, sur les 252 habitants, il y avait 100 % de Russes.